# Luis Oliag Miranda
Luis Oliag Miranda (Valencia, 1861-1933) fue un político español, alcalde de la ciudad de Valencia entre diciembre de 1924 y enero de 1927. Durante su mandato se organizó por primera vez la fiesta de las cruces de mayo en la ciudad. Sucedió en el cargo a Juan Avilés Arnau, que fue el primer alcalde de Valencia nombrado tras el golpe de Estado de Primo de Rivera.
Fue primer teniente de alcalde de la ciudad en el mandato de Juan Avilés Arnau. Uno de los primeros gestos de su mandato fue quitar la placa con el nombre de Vicente Blasco Ibáñez a una plaza de la ciudad debido a las críticas de este escritor contra el rey Alfonso XIII.
Presentó su dimisión a comienzos de 1927 debido a un enfrentamiento con el gobernador civil de la ciudad y los regantes del Turia.
En la actualidad tiene dedicada una calle con su nombre en la ciudad de la que fue alcalde.
| Predecesor: Juan Avilés Arnau | Alcalde de Valencia diciembre de 1924-enero de 1927 | Sucesor: Carlos Sousa Álvarez de Toledo |

- Datos: Q5401511
- Multimedia: Luis Oliag / Q5401511